# Дюкло, Жак
Жак Дюкло́ (фр. Jacques Duclos; 1896—1975) — французский политический деятель, руководитель Французской компартии, сподвижник и фактический преемник Мориса Тореза (хотя формально генсеком партии не был).

## Биография

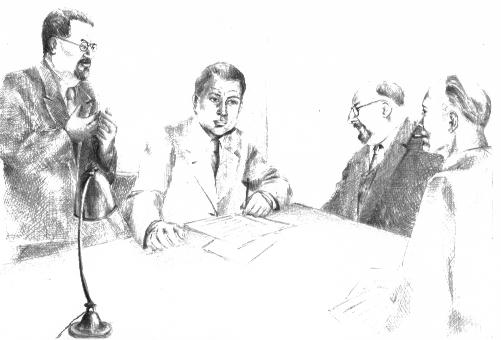
Совещание Центрального комитета Французской коммунистической партии (Лонжюмо, 1943). Дюкло — второй справа

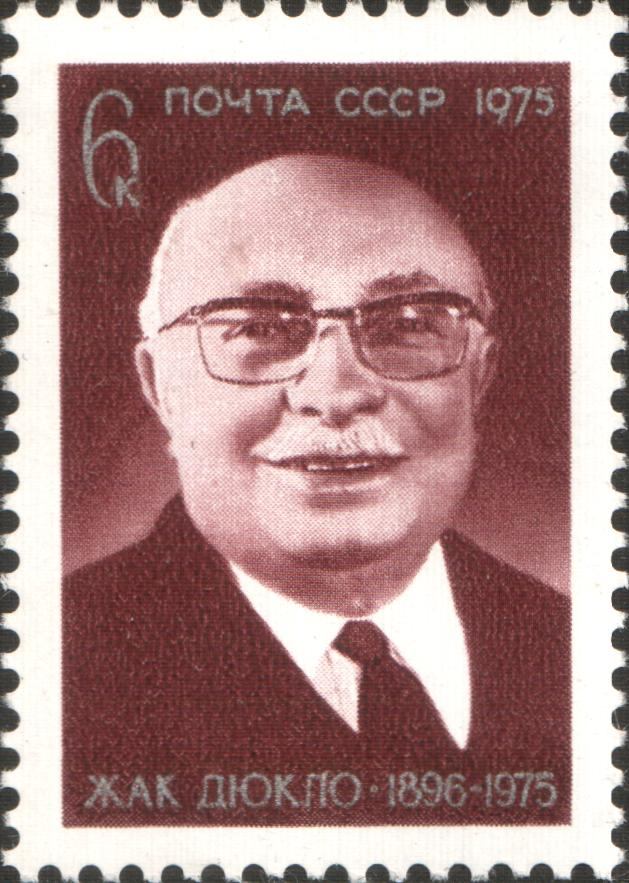
Почтовая марка СССР, 1975

Родился в южно-французской коммуне Луэ (департамент Верхние Пиренеи).
Участник Первой мировой войны (сражение под Верденом), ранен, был в немецком плену. Активист профсоюзного движения. В 1925—1929 годах — генеральный секретарь профсоюза кондитеров. Член ФКП с 1920 года, с 1926 года — член ЦК партии. Член Политбюро ЦК ФКП с 1931 года. Секретарь ЦК ФКП в 1931—1964 годах. Избран в Национальное собрание Франции в 1926 году, победив Поля Рейно. Был депутатом в 1926—1932, 1936—1939 и 1945—1958 годах. В 1932—1936 работал в автомобильном концерне «Citroen» на руководящих должностях. В 1936—1938 годах — вице-председатель палаты депутатов. С 1936 года — главный идеолог партии, проводник линии Сталина. Участник Коминтерна и Коминформа. Идеологический консультант республиканцев на испанской Гражданской войне. Один из руководителей Движения Сопротивления, координировал деятельность подпольной ФКП в годы оккупации.
В 1945—1946 годах — вице-председатель Учредительного собрания. На первые позиции в партии вышел после ухудшения здоровья М. Тореза около 1950 года. В 1950—1953 годах — и. о. генерального секретаря ЦК ФКП, во время пребывания Тореза на лечении в СССР. С 1959 года — сенатор, руководитель фракции ФКП в Сенате. В 1960-х годах — активный критик экономической и социальной программы голлизма.
Отрицательно отнёсся к движению «леваков» и крайностям студенческих выступлений Мая 1968, поддержав при этом всеобщую забастовку. Выступал против сотрудничества с анархистами, видя в них выразителей мелкобуржуазной психологии, прикрывающихся идеями «свободы индивида в борьбе с государством и капиталом».
Кандидат в президенты Франции на выборах 1969 года, занял третье место после Помпиду и Поэра, набрав 21,3 %.
Похоронен на кладбище Пер-Лашез в Париже, рядом с Морисом Торезом.
Основные работы и мемуары Дюкло переведены на русский язык ещё при его жизни.
Неформально числился идеологом ФКП, фактически не имея никакого образования — учился в начальной сельской школе с одним учителем.

## Правительственные награды
Награждён орденом Ленина (29.09.1971) и золотой медалью имени Карла Маркса от Академии наук СССР (1975).

## Память
- Ольгинская улица в Ленинграде в 1975 году переименована в улицу Жака Дюкло.
- Его именем была названа улица в Софии, Болгария
- Имя «Жак Дюкло» носил танкер Латвийского Морского Пароходства.
- Его именем названа улица в городе Ле-Порт на острове Реюньон.

## Сочинения
- На штурм неба. Парижская коммуна — предвестница нового мира. — М.: Иностранная литература, 1962.
- Ф. Дюкло. Октябрь 17-го года и Франция. — М.: Политиздат, 1969.
- Ф. Дюкло. Мемуары: в 2 тт. — М.: Политиздат, 1974—75.